# Firmiana major
Espèce
Classification phylogénétique
Statut de conservation UICN

 EN  : En danger
Firmiana est une espèce d'arbres de la famille des Malvaceae (ou des Sterculiaceae selon la classification classique) originaire de Chine.

## Synonymes
- Sterculia platanifolia var. major W.W. Sm.
- Hildegardia major (W.W. Sm.) Kosterm.

## Description
Arbre atteignant 15 m de haut.

## Répartition
Cet arbre est originaire de l'ouest du Yunnan, à une altitude comprise entre 1700 et 2 500 m. Il a disparu à l'état sauvage du fait de la déforestation pour la plantation de cultures, il subsiste comme arbre ornemental dans certains villages.